# Hindewhu
Hindewhu, auch hindehu, ndewhoo, ist eine Eintonflöte, die von den Ba-Benzele gespielt wird, einem den Pygmäen zugerechneten, traditionell nomadischen Volk, das überwiegend im Südwesten der Zentralafrikanischen Republik lebt. Ein Solist singt oder jodelt einzelne bedeutungslose Silben und bläst in schnellem Wechsel die Flöte, wodurch sich eine komplex verzahnte Melodie in der Form eines Hoquetus ergibt. Ebenso produziert eine Gruppe von Flötenbläsern und Sängern eine schnelle Tonfolge aus größeren Intervallen, deren oberster Ton immer der Flötenton bildet. Der außergewöhnliche Musik- und Gesangsstil der Ba-Benzele wurde 1966 erstmals auf einem Tonträger international veröffentlicht. Er ist eine Form des polyphonen Gruppengesangs, den die Ba-Benzele, Baka und Bambuti pflegen und der 2008 in die Repräsentative Liste des immateriellen Kulturerbes der Menschheit aufgenommen wurde.
Eintonflöten sind in Afrika zwischen Äthiopien und Südafrika sowie in Westafrika verbreitet. Mehrstimmige, ineinandergreifende Tonfolgen werden auch mit anderen Blasinstrumenten und in vielen Gebieten mit Xylophonen oder gestimmten Trommeln gespielt. Mutmaßungen über einen gemeinsamen Ursprung von Pygmäen und San (Buschmännern) stützen sich unter anderem auf ähnliche musikalische Formen der beiden geographisch weit getrennt voneinander lebenden Volksgruppen. Zu diesen Vergleichen gehören Eintonflötenensembles, die es bis in die erste Hälfte des 20. Jahrhunderts auch bei den San gab. Ab den 1960er Jahren gelangte die Musik der Ba-Benzele in den Jazz, die westliche Popmusik und die Neue Musik, entweder als Klangsamples oder als Grundlage für Kompositionen.

## Verbreitung von Eintonflöten
Der Lebensraum der einzelnen Pygmäenvölker erstreckt sich über mehrere tropische Regenwaldgebiete Zentralafrikas. Sie zeigen von den ruandischen Batwa im Südosten bis über die benachbarten Bangombo und Ba-Benzele zu kleineren Gruppen in Kamerun und Gabun im Westen eine große Ähnlichkeit in ihrem mehrstimmigen Gesang, obwohl sich in jüngerer Zeit nicht in einem kulturellen Austausch standen. Die Ba-Benzele (Bambenzele, Bambenjele) sind eine Untergruppe der Ba-Mbenga, die in der zentralafrikanischen Präfektur Mambéré-Kadéï und im angrenzenden Norden der Republik Kongo am Fluss Sangha beheimatet ist. Zu ihrer alten Wirtschaftsform als Jäger und Sammler gehören halbkugelförmige Hütten aus Zweigen und Gräsern sowie eine der nomadischen Lebensweise geschuldete Einschränkung des materiellen Besitzes. Die Auswahl an eigenen Musikinstrumenten ist entsprechend bei den Ba-Benzele auf die Eintonflöte und Idiophone beschränkt; es gibt andere Pygmäengruppen, die darüber hinaus mehrere Saiteninstrumente herstellen. Bei den verwandten Baka kommen beispielsweise der Mundbogen limbindi sowie die Bogenharfen ngombi und ieta vor. Indem sie mit den Händen wie mit Wassertrommeln auf eine Wasseroberfläche klatschen (liquindi), können Baka-Frauen polyrhythmische Muster erzeugen. Große und schwere, mit Antilopenfell bespannte Röhrentrommeln aus Holz schlagen die Ba-Benzele zur Begleitung von Tänzen. Die schlecht transportablen Trommeln passen nicht zum Gepäck nomadisierender Gruppen und dürften daher eine Übernahme der benachbarten sesshaften Bantu-Bevölkerung sein. Die Ba-Benzele pflegen abends am Lagerfeuer eine ausdrucksstark gesprochene und gesungene Erzähltradition, die aus einem Repertoire mythischer Überlieferungen schöpft. Die Zuhörer antworten dem Vortragenden im Wechselgesang.
Paul Schebesta beschrieb in den 1930er Jahren bei den Bambuti-Pygmäen (Mbuti) im Distrikt Ituri im Nordosten der Demokratischen Republik Kongo eine baruma genannte Panflöte, die aus bis zu zwölf Pfeifen bestand. Dies ist ungewöhnlich, weil Bambuti keine eigenen Musikinstrumente und Pygmäen allgemein ansonsten keine Panflöten besitzen. Manche Pygmäen haben Trommeln von ihren bantusprachigen Nachbarn übernommen. Eine ähnliche kulturelle Übernahme ist das Stampfen von Maniok in einem Holzmörser, bei dem drei Frauen im rhythmischen Wechsel ihren Holzstößel bewegen während eine weitere Frau mit einem Stock den Takt auf den Mörserrand schlägt.
Flöten aus Knochen oder Pflanzenstängeln gehören zu den ältesten Musikinstrumenten und ihre Erfindung wird in den Mythen vieler Kulturen den Göttern zugeschrieben. Die meisten afrikanischen Flöten werden längs geblasen und häufig von Hirten oder zur Tanzbegleitung gespielt. Querflöten kommen oder kamen in Zentralafrika nur selten vor, etwa die dilele (auch umpindo) der Baluba-Männer in der Demokratischen Republik Kongo mit fünf Grifflöchern und die odin der Eton-Frauen in Kamerun ohne Griffloch. Sowohl die Musiker der dilele als auch der odin können mit dem Flötenspiel gesprochene Sprache übertragen. Eine Eton-Frau, deren Musik 1967 aufgezeichnet wurde, ergänzte die Melodie, indem sie zur odin, die nur vier Töne hervorbringt, die fehlenden Töne sang. Hierdurch entstand wie bei den Ba-Benzele mit ihrer hindewhu eine einheitliche Melodie, die sich aus gesungenen und auf der Flöte geblasenen Tönen zusammensetzte. Eine andere Querflöte ohne Griffloch, deren Grundton entsprechend der odin durch Öffnen und Schließen des fernen Endes mit dem Zeigefinger verändert werden kann, ist die ludaya der Bagisu im Osten Ugandas. Ebenfalls selten kommen Gefäßflöten in Zentralafrika vor, die aus einer Fruchtkapsel, einer Kalebasse oder aus Ton bestehen und außer dem Anblasloch noch ein bis fünf Grifflöcher besitzen.
Bei manchen Khoisan-Gruppen im südlichen Afrika gab es Rohrflöten-Ensembles aus mehreren Eintonflöten. Sie wurden zuerst 1497 von Vasco da Gama erwähnt und bis Anfang des 20. Jahrhunderts immer wieder beschrieben. Jeder Musiker des Ensembles, der Unterhaltungstänze begleitete, blies in eine gestimmte Eintonflöte und trug mit seinem Ton zur Entstehung einer Melodie bei. Percival Kirby verglich die mehrstimmigen Flötenlieder der Khoisan in den 1930er Jahren mit dem Klang einer Orgel. Obwohl auch in Afrika Panflöten vorkommen (in Uganda die enkwanzi oder obulere), hat ein einzelner Musiker der Khoisan nie mehrere gebündelte Rohrflöten gespielt. Die Rohrflöten der Khoisan und andere Eintonflöten-Ensembles stellen eine musikhistorisch bedeutsame Entwicklungsstufe der Panflöte dar.
Die Chopi sind eine kleine Ethnie an der südlichen Küste von Mosambik mit einer außergewöhnlichen, eigenständigen Musiktradition, in deren Zentrum das Zusammenspiel mehrerer, timbila genannter Rahmenxylophone (der weiter nördlich vorkommenden valimba ähnlich) steht. Hugh Tracey nahm 1955 drei junge Chopi-Mädchen auf, die mit drei Töne erzeugenden Gefäßflöten aus Fruchtschalen ineinander verzahnte Tonfolgen hervorbrachten, zu denen sie gelegentlich jodelartig gesungene Töne addierten. Eine Aufnahme Traceys von 1963 gibt einen Tanz von acht Jungen mit Eintonflöten und Rasseln wieder, den sie üblicherweise am Ende der Erntezeit nachts fern von den Erwachsenen aufführten.
Auf ähnliche Art erreichen Ensembles mit Einton-Instrumenten Tonfolgen über mehrere Oktaven im sudanesisch-äthiopischen Grenzgebiet. Die dortigen Berta spielen an Festtagen ein Orchester aus zwölf, waza genannten Eintontrompeten, die aus mehreren Kalebassen zusammengesetzt sind. In einem anderen Orchester spielen die Berta 16 Bambuslängsflöten (bulhu). An dessen Stelle tritt bei den benachbarten Gumuz ein Ensemble aus zehn hölzernen Längsflöten (kome), die von einer großen zweifelligen Fasstrommel begleitet werden. Bei den Ingessana verwendet die Musikgruppe fünf bis sieben unterschiedlich lange Bambusflöten (bal). Die Maji im Südwesten Äthiopiens verwenden Einton-Bambusflöten – gelegentlich zusammen mit Panflöten – und ahmen Blasinstrumente nach, indem sie ihre Hände vor dem Mund entsprechend formen. In Verbindung mit einem jodelähnlichen Gesang entsteht eine mehrstimmige Musik mit einem starken Bezug zur Polyphonie der zentralafrikanischen Pygmäen.
Den sudanesisch-äthiopischen Einton-Blasinstrumentenensembles entspricht das aus 13 Holztrompeten (mbaya) bestehende Orchester der Dakpa, einer Untergruppe der Banda in der zentralafrikanischen Präfektur Ouaka. Die zwischen 26 und 170 Zentimeter langen Eintontrompeten werden längs und teilweise quer angeblasen. Die Trompeten werden nach rituellen Vorgaben hergestellt und stehen kulturell mit Ahnenverehrung und Initiationsriten in Verbindung. Die Mbre, eine andere Untergruppe der Banda, kennen ein Ensemble aus sechs Eintonflöten (Kerbflöten ngala) und einem eisernen Schellenpaar. Früher verkündete dieses Flötenensemble den Verlauf von Kriegszügen.
Zu den allgemeinen Charakteristika mehrstimmiger afrikanischer Ensembles mit Blasinstrumenten und Gesangsstimmen gehören: Sie sind entweder nur mit Flöten oder nur mit Trompeten besetzt, selten werden unterschiedliche Blasinstrumentengattungen zusammen gespielt und in manchen Fällen ergänzen Trommeln oder Idiophone den Rhythmus. Die meisten Blasinstrumente bringen nur einen einzelnen Ton hervor. Der Tonumfang des gesamten Orchesters beträgt mindestens eine Oktave und kann bis über drei Oktaven umfassen, bei einer üblicherweise pentatonischen oder heptatonischen Tonfolge. Die Blasinstrumente der oberen Oktaven folgen der vorgegebenen Melodielinie und bilden keine eigenständige Melodie. Diese Ensembles unterscheiden sich nicht nur musikalisch, sondern auch in ihrer sozialen Stellung von den zeremoniellen Hoforchestern mit Trompeten und Querhörnern, weil sie nicht wie jene an den Herrscherhäusern auftreten. Die Hoforchester mit Langtrompeten (etwa der kakaki) übernehmen repräsentative Aufgaben für den Herrscher und haben sich im islamischen Kulturkreis südlich der Sahara verbreitet. Daneben existierten zwischen West- und Ostafrika ähnliche afrikanische Repräsentationsorchester mit Elfenbeintrompeten. Im Palast des christlichen Kabaka von Buganda im heutigen Uganda trat unter anderem das Flöten-Ensemble (abalere ba Kabaka) mit sechs Flöten (endere) unterschiedlicher Größe und vier Trommeln auf, dessen Zusammensetzung vermutlich eine Übernahme der muslimischen Hoforchester darstellte.
Die Flöten-Gesangsgruppen sind dagegen eher in hierarchisch wenig gegliederten Gesellschaften anzutreffen; ihre Mitglieder gehören nicht zwangsläufig zu einer Klasse von Berufsmusikern und sie dienen meist der Unterhaltung. In Gebieten mit christlicher oder islamischer Missionierung wurden sie an den Rand gedrängt oder sind verschwunden, falls sie nicht wie bei den Pygmäen eine neuerliche Wertschätzung als zu erhaltendes Kulturerbe erfahren.

## Bauform und Spielweise
Die hindewhu ist eine randgeblasene gedackte Längsflöte. Sie besteht aus einer sieben bis acht Zentimeter langen Röhre, die aus einem Blattstiel eines Papaya-Baumes angefertigt wird. Das untere Ende der Röhre ist durch den natürlichen Knoten des Stängels geschlossen. Der Spieler umfasst die Flöte mit einer Hand und bläst über die als Anblasöffnung dienende rechtwinklig abgeschnittene obere Kante. Hierzu hält er die Unterlippe in der Nähe der oberen Kante an die Röhre und bläst in einem schrägen Winkel darüber hinweg. Auch wenn dies nur einen unveränderlichen Ton ergibt, wurde laut Simha Arom (1966) die hindewhu nie als Signalpfeife, sondern stets nur als Musikinstrument verwendet. Das Wort hindewhu hat eine onomatopoetische Herkunft, es bezeichnet eigentlich nicht die Flöte, sondern ahmt das Klangbild nach, das aus der Abfolge von Flötenton und gesungener Note entsteht.

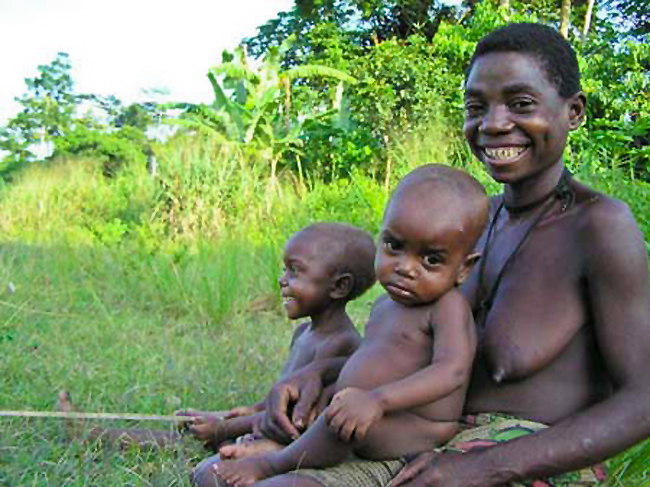
Eine Baka-Frau mit ihren Kindern im Kongo. Jedes Mitglied der Gemeinschaft macht Musik und gibt diese Tradition weiter.

Die Flöte gehört zu den kurzlebigen Musikinstrumenten der Ba-Benzele, die bei Bedarf mit einem Messer frisch geschnitten und nach Gebrauch weggeworfen werden. Ähnlich verwenden sie auf Wanderungen einen gefällten und am Boden liegenden Baumstamm, gegen den sie mit Stöcken schlagen, als einfache Form einer Schlitztrommel. Die hindewhu kann solo oder in einer Gruppe mit und ohne begleitenden Chor gespielt werden. Ein einzelner Ba-Benzele bläst die hindewhu zur Verständigung, wenn er sich als Jäger im Wald einem anderen Jäger oder seinem Clan im Lager mitteilen will. Hierfür stehen abgesprochene Tonfolgen zur Verfügung, durch die etwa der Jäger mitteilt, dass er mit seinem Pfeil ein besonders großes Tier erlegt hat. Wenn der Jäger erfolgreich von der Jagd zurückgekehrt ist, erzählt er, die Flöte blasend, die Neuigkeiten den im Lager zurückgebliebenen Frauen und alten Männern. Die Frauen antworten darauf mit Flöte und Gesang.
Bei der Musizierweise mit Flöte und Gesang erzeugt die Flöte einen oberen Bordunton, an den sich die gesungene Melodie annähert. Üblich sind im schnellen Wechsel die Intervalle Oktave, Sexte, Quinte und Quarte. Die sich zur Form eines Hoquetus überlagernden, gesungenen und durch Jodel hervorgebrachten Töne bilden bei mehreren Flöten und einem gemischten Chor unabhängige Melodielinien, die sich zu einem polyphonen Gesamtklang fügen. Alle Sänger und Flötenspieler tragen ihre Melodielinien mit eigenen Anfangs- und Endpunkten vor.
Polyphoner Gesang mit Jodel kommt außer bei Pygmäen und San gelegentlich auch in einigen anderen Gebieten in Afrika vor, beispielsweise bei Dreschliedern, die Hugh Tracey in den 1930er Jahren bei den Shona in Simbabwe aufnahm. Gerhard Kubik erwähnt eigene Tonaufnahmen, die er 1962 bei den Wagogo in Zentraltansania machte. Bei ihrer Musik, die sich deutlich von derjenigen der umgebenden Ethnien unterscheidet, entsteht ein melodischer Zusammenklang aus der Kombination des Lamellophons ilimba mit der Spießgeige izeze (ähnlich der goge, jedoch meistens mit zwei bis vier Saiten) durch ein sogenanntes Überspringverfahren. Hierbei lässt die zweite Stimme einen Ton aus und produziert jeweils den übernächsten Ton der ersten Stimme, wodurch sich eine Abfolge von Quarten und Quinten ergibt. Bei bestimmten Liedern der Baka-Pygmäen werden vier funktionell unterschiedliche Melodiestimmen identifiziert: motangole enthält einen Text, ngue wa lembo bedeutet „die Mutter des Liedes“, osese ist eine Stimme „unterhalb“ und diyei bedeutet „Jodel“.
Dieselbe Flöte ist auch von den Bayaka-Pygmäen (Babinga) in der Präfektur Lobaye bekannt. 1962 nahm Charles Duvelle dort im Wald nahe Mongoumba an der Grenze zum Kongo zwei junge Männer mit als mombéké bezeichneten Eintonflöten aus Papaya-Stängeln auf, die mit Jodelgesang und in Begleitung eines dritten Musikers, der eine Bambus-Nasenflöte spielte, ein Lied über eine erfolgreiche Elefantenjagd vortrugen.

## Interkulturelle Beziehungen
Im Zuge der Kulturkreislehre wurde ab Anfang des 20. Jahrhunderts über eine Verwandtschaft zwischen zentralafrikanischen Pygmäen und den im südlichen Afrika lebenden San (Buschmänner) diskutiert. Seither werden auf unterschiedlichen Kriterien beruhende Theorien geäußert, wonach beide Volksgruppen eigenen Kulturarealen zuzurechnen oder kulturell eng verwandt seien. Musikethnologen haben die musikalischen Ausdrucksformen zu einem stabilen Kulturelement erklärt, anhand dessen sich interethnische Beziehungen herausfinden lassen. Um die Mitte des 20. Jahrhunderts wurde Afrika von einigen Forschern, allen voran Alan P. Merriam (African Music. Continuity and Change in African Cultures, 1959) in verschiedene musikalische Zonen aufgeteilt. Alan Lomax (1962) verknüpfte Sozialstrukturen mit Gesangsformen in seiner Cantometrics genannten Vergleichsstudie der weltweiten Vokalstile und sortierte danach Pygmäen und San in dasselbe Musikareal. Der Abgleich von Einzeluntersuchungen ergab, dass die für beide Volksgruppen eine bedeutende Rolle im Alltag spielende Musik bei den Pygmäen insgesamt variationsreicher ist. Ein mehrstimmiger Gesang mit kurzen Phrasen und bedeutungslosen Silben, ein gleichförmiger Fluss allmählich variierender Tonfolgen, Ansätze zur harmonischen Melodiebildung und komplexe Rhythmusmuster sind bei beiden vorhanden. Ebenso setzen Pygmäen und San Falsett, Jodeln und Formen von Hoquetus ein. Ein wesentliches Merkmal des polyphonen Gesangs beider Volksgruppen ist, dass die Stimmen aller Teilnehmer gleichberechtigt (egalitär) sind, im Unterschied zum Wechsel zwischen Vorsänger und Chor – mit naheliegendem Analogieschluss auf die Gesellschaftssysteme, die gelegentlich romantisierend beschrieben wurden. Beide besitzen oder besaßen gedackte Eintonflöten, jedoch keine Panflöten und wenn, dann als Übernahme sesshafter Nachbarvölker. Einen kulturellen Austausch durch tatsächliche Begegnungen über die große geographische Distanz scheint es dennoch nie gegeben zu haben.
Ungeachtet der gemeinsamen musikalischen Ausdrucksformen entwickelte sich nach Gerhard Kubik die Mehrstimmigkeit bei den Pygmäen und den San auf einer gänzlich unterschiedlichen Ausgangsbasis. Die Pygmäen waren vermutlich von Gesangstechniken wie dem Jodeln angeregt, während die San musiktheoretische Erkenntnisse mit dem Musikbogen sammelten. Durch Teilung der Saite mit einer Stimmschlinge erhielten sie zunächst zwei Grundtöne und darüber durch gezielte Verstärkung von Teiltönen mit dem Mundraum eine natürliche Reihe von Partialtönen.
Victor Grauer (2006), der in den 1960er Jahren am Cantometrics-Projekt von Alan Lomax mitwirkte, hält aufgrund von genetischen Untersuchungen Pygmäen und San für die wahrscheinlich ursprüngliche Bevölkerung Afrikas und leitet aus dieser gemeinsamen Wurzel grundsätzliche kulturelle Gemeinsamkeiten ab. Der musikalische „Pygmäen-Buschmänner-Stil“ könnte sich demnach unter der afrikanischen Urbevölkerung um 77.000 bis 102.000 Jahren v. u. Z. entwickelt haben. Durch später eindringende Bantuvölker wurden laut Grauer viele Pygmäen und San getötet, andere assimiliert und die Verbleibenden hätten sich in entlegene Gebiete zurückgezogen, wo sie den Kern ihrer kulturellen Identität bewahrten.
Grauer findet als Vertreter der Out-of-Africa-Theorie außerhalb Afrikas Beispiele für rein vokale und rein instrumentale Hoquetus-artige Formen, von denen einige besonders starke Ähnlichkeit mit dem Flöten-Gesangsstil der Ba-Benzele zeigen. Hierzu gehört ein Ensemble von vier Panflötenspielerinnen in Russland an der ukrainischen Grenze (nahe der Stadt Brjansk), das Olga Velitchkina dort 1996 aufzeichnete. Der Stil dieser nur von Frauen gespielten archaischen Panflöte kugikly mit fünf Pfeifen unterscheidet sich deutlich von jeder anderen europäischen Volksmusiktradition und Velitchkina vergleicht ihn mit der Musik der Ba-Benzele.
Ein Hoquetus-artiges Panflötenspiel ist auch von der zu den Salomonen gehörenden Pazifikinsel Malaita bekannt. Das auf Malaita lebende Volk der ‘Are’are pflegt darüber hinaus ein Gesangsduet, dessen Melodieformen ähnlich ineinander verzahnt sind (englisch interlocking). Der hindewhu-Stil mit einzelnen Flöten wird vor allem mit einem Stil der Musik Neuguineas verglichen. Die Huli im südlichen Bergland von Papua-Neuguinea verfügen wie die afrikanischen Pygmäen über eine tonale Sprache, die in eine Wechselbeziehung zu Melodieinstrumenten treten kann. Wie bei den Ba-Benzele singt ein Huli und bläst abwechselnd eine Rohrflöte. Außerdem praktizieren die Huli ein kollektives Jodeln.
Andere Forscher haben Grauers These, dass sich alle Hoquetus-artigen instrumentalen und vokalen Formen in Afrika monogenetisch aus dem Flöten-Gesangs-Ensemble der Pygmäen entwickelt hätten, widersprochen. Peter Cooke verweist auf die zahlreichen Ensembles mit Trommeln in ganz Afrika, die polyrhythmische und melodische Muster produzieren, etwa die Reihe aus 15 präzise gestimmten hölzernen Trommeln entenga, die am Hof des Herrschers von Buganda gespielt wurden und unmöglich auf eine vokale Tradition zurückzuführen seien.

## Einflüsse auf die westliche Musik
Der polyphone Gesang der zentralafrikanischen Pygmäen und im Besonderen der hindewhu-Stil dienen seit den 1970er Jahren als Inspirationsquelle im Jazz, in der Popmusik und in der Minimal Music. 1973 veröffentlichte Herbie Hancock das Stück Watermelon Man auf seinem Album Head Hunters im Fusionstil. Darin ahmt der Perkussionist Bill Summers zur Eröffnung auf einer Bierflasche den Ton einer hindewhu nach und ergänzt diesen nach dem Vorbild der Ba-Benzele mit einer Jodelstimme. Summers folgte offensichtlich dem ersten Stück auf der von Simha Arom und Taurelle Geneviève 1966 aufgenommenen LP mit Ba-Benzele-Musik. Von dieser Aufnahme des Watermelon Man abgeleitet ist das mit Hall verfremdete Sample, das Madonna auf dem Album Bedtime Stories von 1994 dem Stück Sanctuary unterlegte.
Beeinflusst vom Jodelgesang der Pygmäen ist die Komposition The Peacocks des Jazzpianisten Jimmy Rowles von 1974, die zu einem Jazzstandard wurde. Auf die Intervalle der drei Töne des Eröffnungsmotivs Quinte, kleine Terz und Septime folgt eine in Sprüngen abfallende pentatonische Tonreihe, die den echoartig wiederholten Jodeltönen aus Zentralafrika nahekommt. Auf seinem Album Sol Do Meio Dia bringt der Gitarrist und Komponist Egberto Gismonti 1977 die Klänge eben jener von Arom und Taurelle aufgenommenen hindewhu-Musik mit sich echoartig überlagernden Flöten von Xingu-Indianern im brasilianischen Regenwald zusammen, um nach seinen Worten auf dem Plattencover den „Klang des Urwalds“ musikalisch zu vermitteln. Ein Stück mit dem Titel Ba-Benzélé ist auf der LP Fourth World, Vol. 1: Possible Musics (1979) von Jon Hassell und Brian Eno enthalten. Der Komponist Hassell bringt in diesem Stück dasselbe Ausgangsmaterial der Ba-Benzele mit den Sounds von Synthesizern zu einer elektronisch klingenden Weltmusik zusammen.
Im Unterschied zu den bisher genannten Übernahmen betrachtete die Gruppe Zap Mama die hindewhu-Klänge nicht lediglich als Rohmaterial zur Verwendung in eigenen Musikstücken, sondern als musikalische Werke. Auf ihrer CD Adventures in Afropea (1993) adaptierten sie ein mehrstimmiges Lied mit Gesang und Flöten der Arom-Taurelle-LP von 1966 für einen achtstimmigen Chor. Die im Kongo geborene Sängerin Marie Daulne, Leiterin von Zap Mama, studierte in Antwerpen Musik und erlernte später an ihrem Geburtsort von Pygmäen deren Gesangstechnik. Das Lied Babanzélé dieser CD ist eine sorgfältige Anverwandlung der mehrschichtigen Gesangsstimmen, Flötentöne und dem unterlegten Händeklatschen. Ein biographischer Hintergrund ermöglichte auch dem in Kamerun geborenen Musiker und Schriftsteller Francis Bebey ein genaueres Verständnis der hindewhu-Musik, die er in einem 1969 zunächst auf Französisch erschienenen Werk über afrikanische Musik zum Ausdruck brachte (englische Ausgabe 1975: African Music: A Peoples Art). Ab den 1980er Jahren setzte er neben Lamellophonen auch aus Bambus gefertigte Nachbildungen der hindewhu in seiner Musik ein. Die Lamellophone gehorchen teilweise ähnlichen Kompositionsprinzipien wie die Flöten, manchmal tragen sie auch schlicht zum exotischen Klangbild eines Popsongs mit E-Bass und Perkussion bei.
Patrick Bebey (* 1964), der Sohn Francis Bebeys, spielt Klavier, Lamellophon und hindewhu. Mit der Komposition Timba für Streichquartett und hindewhu war er 2010 auf Konzerttournee in Deutschland. Timba wurde mit drei weiteren Kompositionen von Patrick Bebey vom GermanPops Orchestra unter dem Dirigenten Bernd Ruf eingespielt und ist auf der CD African Symphony I – Teme (2010) enthalten.
Der ungarische Komponist György Ligeti, ein Vertreter der Minimal Music, ist seit den 1980er Jahren, als er bei seiner Beschäftigung mit der afrikanischen Musik zuerst die Langtrompeten-Ensembles der zentralafrikanischen Banda Linda und später der Baka-Pygmäen kennenlernte, vor allem für eine Musik der sich langsam entwickelnden, komplexen rhythmischen Strukturen bekannt. Ligeti verfasste das Vorwort zu Simha Aroms Hauptwerk African Polyphony and Polyrhythm: Musical Structure and Methodology (1991) und war darüber hinaus an afrikanischer Xylophonmusik interessiert.

## Diskografie
- The Music of the Ba-Benzélé Pygmies. Feldaufnahmen von Simha Arom und Geneviève Taurelle. Bärenreiter-Musicaphon BM 30 L 2303. Erschienen 1966 (erste Aufnahme mit hindewhu-Musik der Ba-Benzele)